# Lola Utva 75
L'UTVA-75, poi Lola Utva 75, è un monomotore monoplano a pistoni da addestramento basico ad ala bassa prodotto dall'azienda jugoslava, ora serba, Lola Utva.
Utilizzato per formare i nuovi piloti nelle scuole di volo militari, è un velivolo conosciuto principalmente nell'area dei paesi ex-jugoslavi.

## Storia del progetto
L'UTVA-75 venne sviluppato con lo scopo di sostituire nel servizio operativo l'oramai superato UTVA-66V, versione militare dell'UTVA-66 civile.
Il prototipo del nuovo modello venne portato in volo per la prima volta il 19 maggio 1976 seguito da un secondo prototipo che si differenziava nella soluzione della rivettatura dei pannelli al fine di diminuirne la resistenza aerodinamica a vantaggio delle prestazioni complessive. Durante le prove di volo il secondo esemplare non riuscì ad esprimere miglioramenti apprezzabili per cui venne deciso di avviare alla produzione in serie la configurazione del primo prototipo.
nel 1986 venne introdotta una nuova versione a 4 posti, la UTVA-75A, nella quale l'azienda costruttrice aveva riposto le speranze di entrare in concorrenza con i modelli già presenti sul mercato occidentale. Il livello tecnologico offerto dal mercato occidentale, già sviluppati ad esempio verso il contenimento dell'inquinamento acustico, non offrirono spazi e la speranza di aprire nuovi sbocchi commerciali venne meno.
Con la dissoluzione della Jugoslavia l'azienda di produzione cambiò nome in Lola Utva continuando a produrre il modello nei propri stabilimenti a Pančevo, ora situati in Serbia. L'ultimo esemplare uscì dagli stabilimenti nel 2003, anno in cui la produzione cessò definitivamente.

## Impiego operativo
Gli UTVA-75 vennero acquisiti dalla Ratno vazduhoplovstvo i protivvazdušna odbrana Vojske Jugoslavije, l'aeronautica militare dell'allora Repubblica Socialista Federale di Jugoslavia che li utilizzò nelle proprie scuole di volo fino ai primi anni novanta con l'inizio delle guerre jugoslave. Negli anni seguenti vennero utilizzati nelle missioni belliche in Croazia e in Bosnia ed Erzegovina verso obbiettivi a scarso rischio con risultati apprezzabili. Con la progressiva dissoluzione della Jugoslavia gli esemplari vennero acquisiti dalle nuove forze aeree che si erano venute a creare con i nuovi stati balcanici. Attualmente risultano essere operativi numerosi esemplari in quasi tutte le aeronautiche militari dell'ex Jugoslavia oltre a quelli acquistati da utenze private e che volano in diverse parti del mondo.

## Versioni
75
versione biposto da addestramento destinata all'impiego militare.
75A21
prima versione quadriposto di produzione in serie.
75A41
sviluppo del 75A21 dotato di nuova elettronica con possibilità di caricare fino a 2 passeggeri.
75AG11
versione civile ad uso agricolo.

## Utilizzatori
Bosnia ed Erzegovina

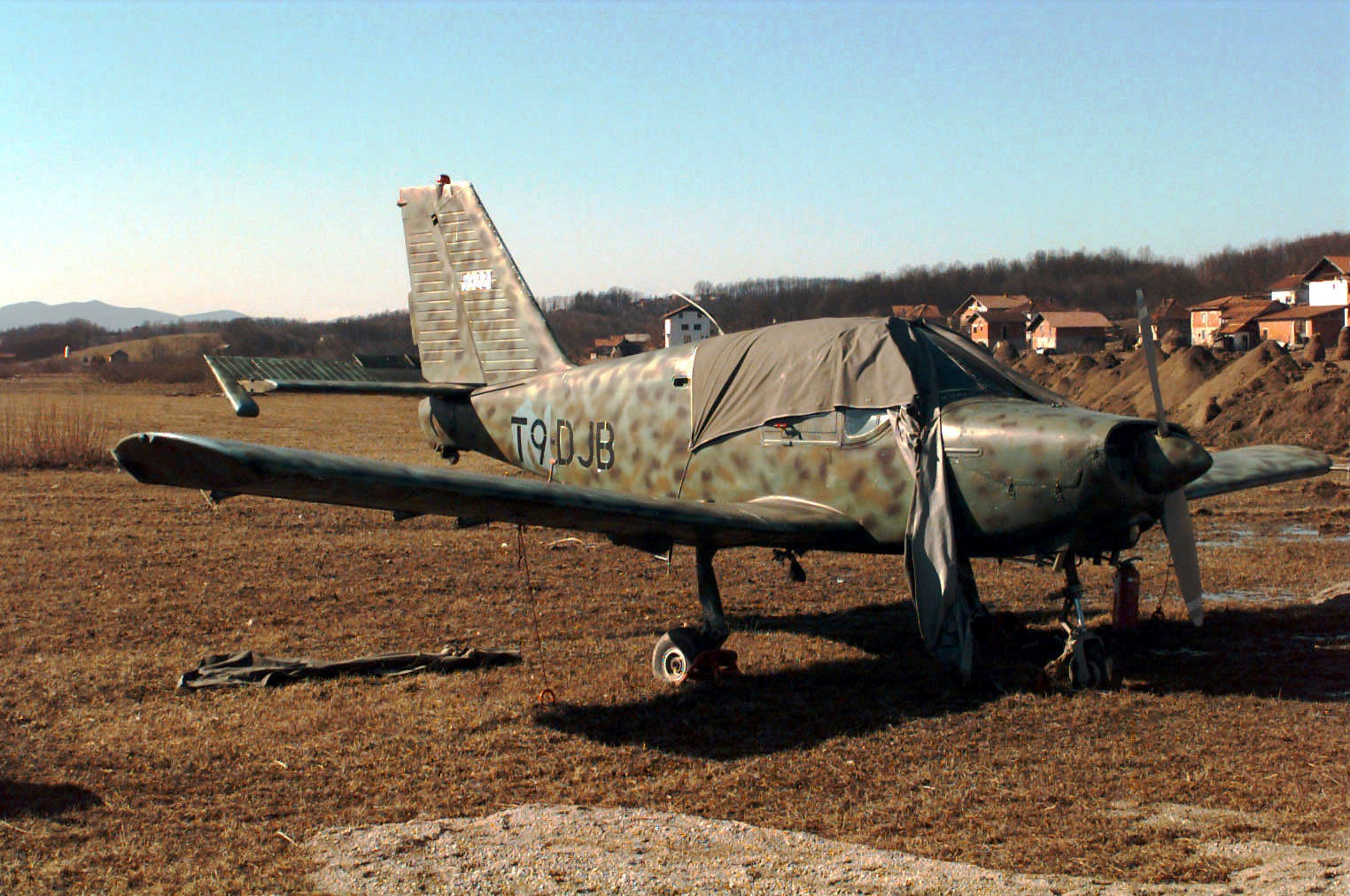
Un UTVA-75 dell'allora Ratno Vazduhoplovstvo i PVO VRS, la passata designazione dell'aeronautica militare della Bosnia ed Erzegovina, in livrea mimetica.

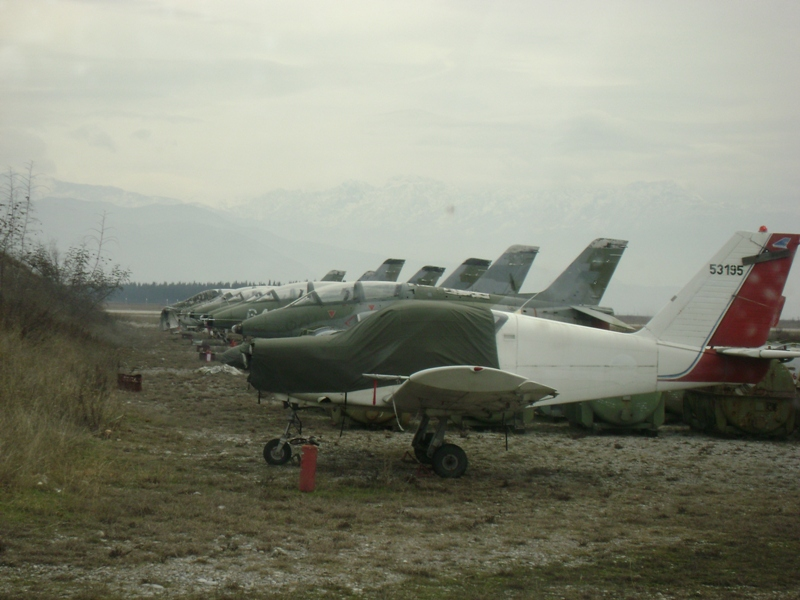
Esemplari della montenegrina Vazdušne snage Crne Gore schierati all'aeroporto di Podgoritsa-Golubovci.

- Ratno zrakoplovstvo i protivzračna Odbrana Bosne i Hercegovine

12 consegnati, 2 esemplari in servizio a febbraio 2017.
 Croazia
- Hrvatsko ratno zrakoplovstvo i protuzračna obrana

gli esemplari in dotazione sono stati tutti ritirati.
 Jugoslavia
- Jugoslovensko ratno vazduhoplovstvo i protivvazdušna odbrana

con la dissoluzione dell'entità nazionale gli esemplari vennero acquisiti dalle nuove forze aeree del territorio ex jugoslavo.
 Jugoslavia
- Ratno vazduhoplovstvo i protivvazdušna odbrana Vojske Jugoslavije

con la dissoluzione dell'entità nazionale gli esemplari vennero acquisiti dalle nuove forze aeree del territorio ex jugoslavo.
 Macedonia del Nord
- Voeno Vozduhoplovstvo i Protivvozdushna Odbrana

4 UTVA-75A21 ricevuti nell'aprile del 1992, presi in noleggio dalla Makedonski Vozduhoploven Sojuz. Tutti gli esemplari in dotazione sono stati tutti ritirati.
 Montenegro
- Vazdušne snage Crne Gore

opera con tre esemplari.
 Serbia e Montenegro
- Ratno vazduhoplovstvo i protivvazdušna odbrana Vojske Srbije i Crne Gore

con la dissoluzione dell'entità nazionale gli esemplari vennero acquisiti dalle nuove forze aeree della Serbia e del Montenegro.
 Serbia
- Vazduhoplovstvo i PVO Vojske Srbije

opera con 12-15 esemplari.
 Slovenia
- Vojaško Letalstvo in Zracna Obramba Slovenske Vojske

gli esemplari in dotazione sono stati tutti ritirati.

## Velivoli comparabili
Cecoslovacchia
- Zlin Z 142